# Raigaste (Elva)
Raigaste est une localité de la commune d'Elva, en Estonie.
Au 31 décembre 2011, il compte 70 habitants.